# Bertil Ahlin
Nils Bertil Ahlin (ur. 17 marca 1927 w Finspång, zm. 6 sierpnia 2008 w Sztokholmie) – szwedzki bokser, srebrny medalista Mistrzostw Europy z roku 1947, olimpijczyk z Londynu z roku 1948, mistrz Szwecji.

## Kariera
W ćwierćfinale Mistrzostw Europy w Dublinie pokonał Holendra Johannesa van der Meulena. W półfinale pokonał na punkty Szkota Jima Dwyera, awansując do finału kategorii koguciej. W finale przegrał walkowerem z László Bogácsem, nie przystępując do pojedynku. W 1948 reprezentował Belgię na Letnich Igrzyskach Olimpijskich 1948 w Londynie. Na Igrzyskach w Londynie przegrał swój pierwszy pojedynek z Peruwiańczykiem Santiago Riverą.
W roku 1952 był wicemistrzem Szwecji w kategorii lekkiej, a w 1953 mistrzem.